# 博尔本德尔县

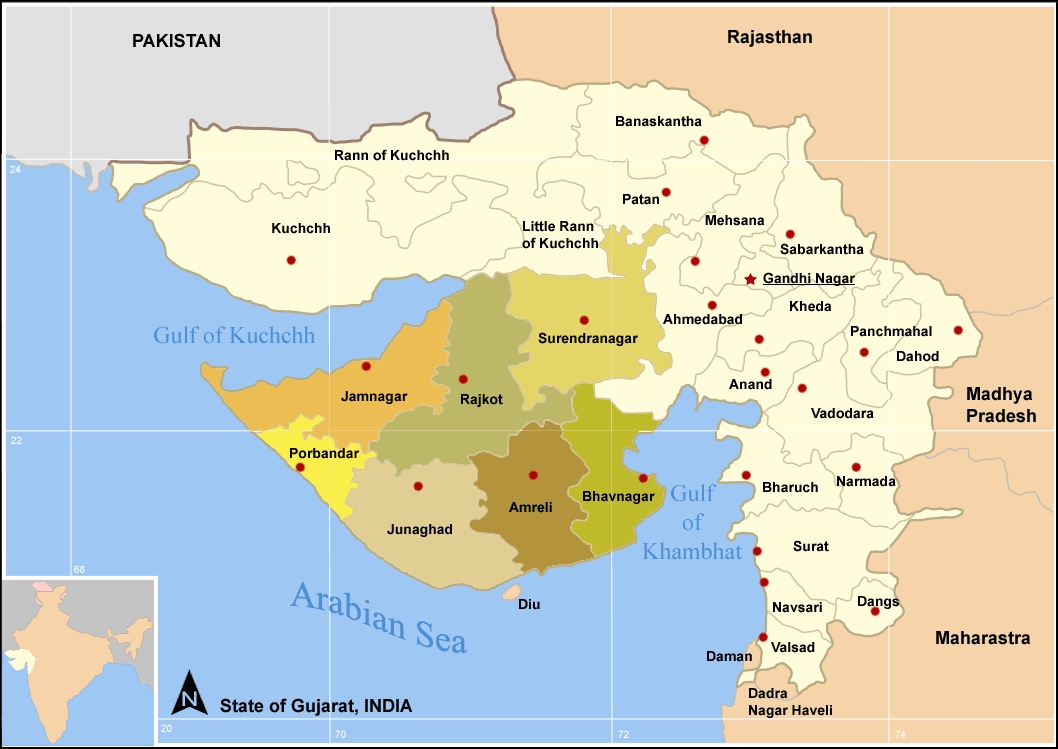
古吉拉特邦萨乌拉施特拉地区

博尔本德尔县（Porbandar district）为印度古吉拉特邦辖县，属于萨乌拉施特拉地区；全县人口585,449人（2011年），其中城镇人口48.69%。地理上该县位于卡提阿瓦半岛西南部边沿，县域北部与贾姆讷格尔县接壤，东北部和拉杰果德县相连，东部与朱纳格特县交界，西南临阿拉伯海。行政中心驻博尔本德尔市。